# Golfo della Pjasina
Il golfo della Pjasina (in russo Пя́синский зали́в, Pjasinskij zaliv?) è un'insenatura della costa artica russa, formata dal mare di Kara. Si trova sulla costa occidentale della penisola del Tajmyr, nella Federazione russa, nel kraj di Krasnojarsk.

## Geografia
Il golfo ha una larghezza, all'imboccatura, di circa 200 chilometri e una profondità di circa 170; la massima profondità raggiunta è di circa 25 metri. Nel golfo ha la sua foce un importante fiume della zona, la Pjasina, che ha dato il nome all'insenatura. Il golfo è delimitato a nord-est dalla penisola Rybnyj (Рыбный полуостров) e a sud dalla riva Petra Čičagova (Берег Петра Чичагова).
Nel golfo della Pjasina si trovano numerosissime isole, raggruppate in vari arcipelaghi il maggiore dei quali è quello delle isole Labirintovye; ci sono poi le isole Plavnikovye, le isole Zveroboj e le isole Kamennye. Una parte significativa del golfo fa parte del Riserva naturale del Grande Artico.

## Storia
Il golfo è stato esplorato dal barone Eduard von Toll durante la sua ultima impresa, la spedizione polare russa del 1900-02.